# Adrian Desmond
Adrian Desmond (1947) è un biografo e storico della scienza britannico.
Autore di pubblicazioni sulla storia dell'teoria evoluzionista, nel 1991 pubblicò con James R. Moore la pluripremiata biografia di Charles Darwin.

## Biografia
Dopo aver studiato fisiologia all'Università di Londra, si specializzò in storia della scienza e paleontologia dei vertebrati presso l'University College di Londra. All'Università di Harvard proseguì le sue ricerche sulla storia di quest'ultima disciplina. Infine,  sotto la supervisione di Stephen Jay Gould conseguì il dottorato con una dissertazione sul contesto vittoriano della teoria dell'evoluzione di Darwin.
Successivamente, divenne ricercatore ospite onorario presso il Dipartimento di Biologia dell'University College di Londra.

## Attività
Il primo libro, The Hot-Blooded Dinosaurs del 1975, sostenne la tesi che il corpo dei dinosauri avessero il sangue caldo e che gli uccelli discendessero dai dinosauri. Il libro riscosse un successo di vendite e ispirò un documentario della BBC. Quattro anni dopo, seguì il lancio di un libro sul linguaggio dei segni degli scimpanzé.
Il volume Archetypes and Anchestors del 1982, esaminò il ruolo dei reperti e delle ricostruzioni fossili nel dibattito del XIX secolo sulla teoria evolutiva. Sette anni più tardi, in tema di politica della scienza, diede alle stampe The Politics of Evolution, premiato nel '91 col Pfizer Award, nel quale discusse il contesto e l'influsso politico sottostanti alle teorie dell'evoluzione che precorsero gli scritti di Darwin, in particolare nei circoli londinesi.
Nel 1991 pubblicò con James R. Moore la pluripremata biografia di Charles Darwin. Sempre insieme a Moore, redasse la voce del ricercatore delle Galapagos per l'Oxford Dictionary of National Biography e per l'Encyclopædia Britannica. Al 2020, è membro della Società Zoologica di Londra, della Società Britannica per la Storia della Scienza, della History of Science Society statunitense e della Società di Paleontologia dei Vertebrati.

## Opere
- The Hot-blooded Dinosaurs: a revolution in palaeontology (1975)
- The Ape's Reflexion (1979)
- Archetypes and Ancestors (1982)
- (EN) Adrian Desmond, The Politics of Evolution: Morphology, Medicine, and Reform in Radical London, University of Chicago Press, 1989, ISBN 978-0-226-14346-0.[5][6][7][8].
- (EN) Adrian Desmond e Jamess Moore, Darwin, a cura di Michael Joseph, Penguin Group, Londres, 1991,  pp. xxi + 807, ISBN 0-7181-3430-3.[9].
- Huxley: From Devil's Disciple to Evolution's High Priest (1999)
- A. Desmond, Janet Browne, James Moore, Charles Darwin (Very Interesting People). 2007
- Darwin's Sacred Cause: Race, Slavery, and the Quest for Human Origins, James Moore, 2009

## Premi e riconoscimenti
- 1991: Premio Pfizer della Society for the History of Science per il volume dal titolo The Politics of Evolution: Morphology, medicine and reform in radical London, pubblicato due anni prima[10];
- 1991: insieme a James R. Moore, James Tait Black Memorial Prize, Premio Commisso in Italia, Premio Dingle della British Society for the History of Science, Premio Watson Davis della History of Science Society.[11]
- 1993: Founder’s Medal conferita dalla Society for the History of Natural History (Società per la storia della storia naturale).